# Robert W. Rumbelow
Robert W. Rumbelow is een Amerikaans componist, muziekpedagoog en dirigent.

## Levensloop
Rumbelow studeerde aan de Texas Tech University in Lubbock en behaalde aldaar zowel zijn Bachelor of Music (1987 met "cum laude") alsook zijn Master of Music (Opleiding 1989; dirigeren 1991). Vervolgens werkte hij als docent en dirigent aan verschillende openbare scholen in Texas (o.a. Lubbock High School). Zijn studies voltooide hij Donald Hunsberger aan de befaamde Eastman School of Music te Rochester (New York) en promoveerde tot Doctor of Musical Arts. Hij was een bepaalde tijd tweede dirigent (associate conductor) van het Eastman Wind Ensemble en het Eastman Wind Orchestra.
Sinds 1996 is hij docent aan de Schwob School of Music van de Columbus State University in Columbus (Georgia) en tegelijkertijd is hij directeur van alle activiteiten van de harmonieorkesten van deze universiteit. Hij dirigeert alle harmonieorkesten (Symphonic Band, Concert Band, Wind Ensemble) alsook het Camerata Musica chamber orchestra en enkele opera producties van de universiteit. Als dirigent won hij diverse prijzen zoals de Walter Hagen Conducting Prize en de eerste prijs in de Sir Georg Solti International Conducting Competition van de Sousa Foundation. In 1997 nom hij deel aan het finale van de Tokyo International Conducting Competition en dirigeerde erbij het Tokyo Philharmonic Orchestra en het Shinsei Symphony Orchestra.
Onder zijn leiding gingen werken voor harmonieorkest van Christopher Theofanidis, Shafer Mahoney, James Michael David en Dorothy Chang in première.
Vanaf 1 januari 2010 werd hij de vijfde directeur voor harmonieorkesten aan de Universiteit van Illinois in Champaign-Urbana.
Als componist schreef hij meerdere werken voor harmonieorkest. 

## Composities

### Werken voor harmonieorkest
- 2002 Night - gebaseerd op de roman "La nuit (Nacht)" van Elie Wiesel
  1. L'air du soir : 1941
  2. La foi d'un enfant
  3. L'enfer: une nuit sans fin, la perte de la foi
- 2004 The Epic of Gilgamesh
  1. Gilgamesh, King, in Uruk / The Coming of Enkidu
  2. The forest journey
  3. Ishtar and Gilgamesh, and the death of Enkidu
  4. The search of everlasting life
  5. The great flood
  6. The return/The death of Gilgamesh
- 2005 Aurora Borealis
- 2006 The Snowmaiden
- Amazing Grace
- Refraction, voor trombone en harmonieorkest

## Discografie
- Wind Band Classics "Synergy": Music for Wind Band / Columbus State University Wind Ensemble, John B. Yeh, Cond.: Robert Rumbelow, Naxos 8.572319, 2009
- Electric Dawn / Columbus State Unversity Wind Ensemble, Moffatt Williams (Trumpet), Cond.: Robert Rumbelow, Summit Records, DCD 442, 2006.
- Journey / Columbus State University Wind Ensemble, Andre Gaskins (Cello), Cond.: Robert Rumbelow, Summit Records, DCD 374, 2004.
- Wind legacy / Columbus State University Wind Ensemble, Cond.: Robert Rumbelow, Summit Records, DCD 364, 2003.
- Velocity / Columbus State University Wind Ensemble, Cond.: Robert Rumbelow, Summit Records,
- Visions / Columbus State University Wind Ensemble, Joseph Alessi (trombone), Cond.: Robert Rumbelow, Summit Records,